# Năm xu Liberty Head
Liberty Head nickel, đôi khi gọi là V Nickel do thiết kế mặt sau của đồng xu, là một đồng xu nickel trị giá năm xu Hoa Kỳ. Chính thức, nó được đúc vào năm 1883 đến năm 1912; và năm đồng xu được bí mật đúc vào năm 1913, ngày nay nằm trong số các đồng tiền quý hiếm nhất của Hoa Kỳ. Thành phần của đồng năm xu Liberty Head cùng loại với các đồng nickel năm xu khác của Hoa Kỳ: 75% đồng và 25% niken.